# Bellaire (Ohio)
Pour les articles homonymes, voir Bellaire.
Bellaire est un village américain situé dans le comté de Belmont, dans l'Ohio. Selon le recensement de 2010, sa population est de 4 278 habitants.